# 博伊德山
84°48′S 179°24′W / 84.800°S 179.400°W
博伊德山（英語：Mount Boyd）是南極洲的山峰，位於杜費克海岸，屬於布什山脈的一部分，處於本內特山以西6公里，海拔高度2,960米，由美國探險隊發現和拍攝照片，以冰川學家命名。